# Giovanni Buitoni
Giovanni Buitoni (Perugia, 6 novembre 1891 – Roma, 12 gennaio 1979) è stato un imprenditore e politico italiano, podestà di Perugia dal 1930 al 1934.

## Biografia
Terzogenito dei cinque figli di Francesco, il capostipite dei Buitoni di Perugia e Maria Egiziaca Marchettoni, rappresenta la terza generazione della dinastia imprenditoriale specializzato nella produzione delle paste alimentari durante gli anni trenta del XX secolo a Sansepolcro, in Toscana. Frequenta la facoltà di Giurisprudenza dell'Università di Perugia e nel 1909 si reca in Germania per motivi di studio.

### Alla direzione della Perugina
Il padre Francesco, in posizione marginale nelle imprese industriali della famiglia, partecipa il 30 novembre 1907 alla fondazione della società Perugina per la fabbricazione dei confetti sotto la guida di Luisa Spagnoli, vera innovatrice e visionaria di questo commercio. La società si troverà sull'orlo del fallimento e verrà affidata alla fine del 1909 al diciottenne Giovanni. Il suo piano di salvataggio consisterà nel reperire capitali, prestiti e ridimensionamento della politica commerciale. Dato lo scarso sviluppo del comparto industriale dolciario in Italia, la società Perugina risulta allora una delle maggiori imprese, anche se il suo grado non elevato di specializzazione la configura come un'attività ancora semiartigianale.
Nel 1917 ottiene la laurea in giurisprudenza ed è chiamato alle armi. La guerra provoca diversi effetti sull'attività dell'impresa, come la limitazione di materie prime, ma anche l'ampliarsi della produzione di merci a base di cacao, destinate alle truppe. Nell'andamento postbellico la Perugina trae beneficio dall'espansione generale del settore destinata a durare fino ai primi anni venti.
Rientrato al lavoro alla fine del 1918, Buitoni si impegna di nuovo a tempo pieno nella direzione della Perugina: l'emergenza della crescita impone subito un ampliamento della capacità produttiva e, parallelamente, l'adeguamento della rete commerciale attraverso negozi per la vendita diretta, concessionari e depositi. Infine l'imprenditore comincia a sondare la possibilità di proiettare l'azienda sui mercati esteri, soprattutto nel Mediterraneo (Turchia, Egitto e Marocco).
Nel 1923 si giunge alla trasformazione dell'impresa in società per azioni. Nel nuovo assetto societario i Buitoni assumono il controllo dell'impresa. La ridefinizione della struttura societaria consente a Giovanni Buitoni maggiori spazi di manovra nella complessa ristrutturazione che investe l'intero settore dolciario.
Di fronte a un'agguerrita concorrenza straniera, sul mercato nazionale era allora l'iniziativa spregiudicata di Riccardo Gualino a segnare gli equilibri del settore: con la fusione delle principali aziende cioccolatiere italiane e la costituzione della Società UNICA (Unione Nazionale Italiana Cioccolato e Affini), Gualino si muoveva in direzione della concentrazione, nella convinzione che il mercato del cioccolato potesse allargarsi negli anni successivi; inizia allora una complessa trattativa per acquisire al nuovo gruppo anche la Perugina; ma Buitoni rifiuta di cedere l'azienda e risponde alla sfida sul terreno dell'innovazione.
In primo luogo cresce l'attenzione alla qualità del prodotto e all'innovazione tecnica del processo di fabbricazione. In secondo luogo Buitoni indirizza un costante impegno verso lo sviluppo della rete commerciale, le politiche di marketing e l'innovazione nel packaging. La Perugina guidata da Buitoni è tra le prime aziende in Italia a incartare e inscatolare i cioccolatini e avvia un piano che prevede la diffusione capillare della rete commerciale e la penetrazione diretta nei mercati esteri.

### Scelte strategiche differenti
La Perugina diviene, già negli anni venti, uno dei maggiori esportatori di prodotti dolciari ed è la prima azienda italiana del settore ad applicare, tra il 1926 e il 1929, le tecniche dell'organizzazione scientifica del lavoro, aumentando la produttività e diminuendo la forza lavoro impiegata (nel 1928 ottiene il primo premio al concorso indetto dall'Enios, l'Ente nazionale per l'organizzazione scientifica del lavoro).
Nel ramo pastario del gruppo Buitoni gli anni venti vedono andamenti economici e scelte strategiche differenti.
Giovanni Buitoni era entrato a far parte del consiglio d'amministrazione del pastificio G. e F.lli Buitoni nel 1920, allora sotto la direzione dello zio Silvio. Come nel caso della Perugina, prima dell'intervento di Giovanni Buitoni, i criteri di conduzione aziendale erano approssimativi. Gli squilibri si mostrano pericolosi già sul breve periodo, soprattutto perché la società è in una fase di espansione. Nel 1923 cade la trasformazione in società anonima con un capitale di 1,8 milioni, ma la Buitoni si trova presto sovraesposta dal punto di vista finanziario. In tale contesto si prospettano le diverse strategie che oppongono le scelte di Silvio (il risanamento dell'azienda giocato sui risparmi possibili, evitando investimenti) e le idee di Giovanni Buitoni, eletto consigliere d'amministrazione nel 1925: questi riteneva che innovazione tecnica e razionalizzazione produttiva rappresentassero la soluzione della crisi. La tensione familiare per le scelte gestionali dell'impresa precipita nell'estate 1927. Il 2 giugno a Perugia i Buitoni di Sansepolcro si dimettono. Il nuovo vertice è composto da Giovanni Buitoni, presidente, e da suo fratello Marco, nominato consigliere delegato. Il ramo familiare perugino acquisisce l'intero pacchetto azionario della società.

### Tre società per azioni
Alla fine del 1928, le imprese controllate dalla famiglia Buitoni si articolano in tre società per azioni: Buitoni, Perugina, Società arti poligrafiche dell'Italia centrale, che riforniva di cartonaggio le aziende del gruppo. Le tre società esercivano cinque stabilimenti e occupavano 1.618 dipendenti. Con questo retroterra si affronta la crisi degli anni trenta e si elabora una nuova e diversa strategia aziendale. L'atteggiamento ottimistico di Buitoni nei confronti non solo della situazione delle proprie imprese, ma più in generale nei riguardi dell'intera economia italiana, suscita all'epoca incomprensioni e in particolare la sua volontà di forzare le strettoie imposte dalle condizioni economiche, a volte oggettivamente negative, che appare sempre una caratteristica qualificante delle sue scelte imprenditoriali.
Buitoni continua a esercitare nell'impresa il principio ordinatore e si fa carico delle scelte strategiche.
La rifondazione della società sotto la sua guida dura alcuni anni e ha effetti positivi. All'impresa vengono elargiti nuovamente crediti da parte delle banche, prova evidente della fiducia che queste ripongono nel nuovo amministratore delegato. Il suo ruolo nel mondo economico e sociale continua a crescere: commendatore nel 1923, diviene vicepresidente del Consiglio provinciale dell'economia, consigliere d'amministrazione della Timo, Società telefoni Italia medio-orientale di Bologna e della S. A. Maioliche Deruta di Perugia, è nelle strutture di rappresentanza nazionali degli industriali dolciari, e infine, nel 1930, viene nominato podestà di Perugia e ricopre la carica fino al 1934. Proprio nel momento in cui l'imprenditore consolidava la sua importanza nel settore e nell'establishment politico italiano, iniziano i suoi contrasti con il regime fascista – a cui aveva aderito fin dall'inizio – sotto forma di tensioni con i responsabili della federazione locale del Partito nazionale fascista e soprattutto di continue frizioni con Achille Starace, indicato dallo stesso Buitoni come colui che si era opposto alla sua nomina a ministro delle finanze nel 1932.

### Dimensione multinazionale
Alla metà degli anni Trenta, il gruppo Buitoni Perugina (con un'occupazione complessiva che supera i 3 500 dipendenti) assume le dimensioni di una multinazionale. Quando comincia a profilarsi la scelta autarchica nella politica economica le dimensioni raggiunte dal gruppo alimentare spingono le imprese Buitoni e Perugina a ricercare nuovi sbocchi di mercato, sia in Italia sia all'estero. Nel 1935, dopo non facili trattative con il governo, viene fondata a Parigi la Société française des produits Buitoni; dall'esigenza di rompere la ristrettezza del mercato interno si sviluppa, inoltre, la famosa campagna pubblicitaria dei Quattro moschettieri, la prima in Italia che utilizza diversi veicoli promozionali, tra cui la neonata radio.
La campagna ebbe il merito di affermare definitivamente Buitoni e Perugina come marchi nazionali, ma costituisce un'occasione di scontro con le altre aziende del settore e rappresenta il momento di maggior frizione con il regime fascista. La pressione della concorrenza nazionale spinge il Ministero delle finanze a bloccare il concorso, con danni ingenti per le aziende del gruppo, che costringono a licenziare, solo alla Perugina, oltre 1 000 addetti.
Alla morte del padre (novembre 1938), Buitoni aveva assunto anche la guida formale del gruppo, divenendo presidente della Perugina e della Buitoni, ma le difficoltà sul mercato nazionale contribuiscono a mettere in discussione la sua supremazia nei confronti dei fratelli e sono fra le cause che lo spingono, nel 1939, a recarsi negli Stati Uniti in occasione dell'Esposizione universale di New York, alla quale prendono parte le due società, che ottengono un brillante successo.

### Mercati esteri per crisi interne
Il trasferimento in America non è solo e principalmente il frutto di una perdita di leadership, ma rappresenta anche l'evoluzione di una strategia che punta sui mercati esteri e sull'esportazione per compensare la crisi del mercato interno. L'imprenditore individua le forti potenzialità di sbocco del mercato americano, che ritiene strategico in quanto capace di assorbire volumi consistenti di produzione e, al tempo stesso, in grado di far acquisire valuta per acquistare sul mercato libero il cacao, superando le difficoltà delle politiche autarchiche e dei vincoli valutari. La realizzazione del progetto americano si presenta difficile, mentre la perdita di contatto con le società italiane rende incerto il ruolo di Buitoni. Nominato nel 1940 cavaliere del lavoro, non può ritornare in Italia a causa dello scoppio del secondo conflitto mondiale. Nonostante le molte difficoltà frapposte dall'Amministrazione americana, Buitoni riesce a fondare una nuova impresa, la Buitoni Foods Corporation, dotandola di due stabilimenti – uno a Brooklyn e un secondo a Jersey City – che rifornivano, tra l'altro, anche la spaghetteria aperta nel 1940 nel pieno centro di New York, a Times Square (mentre un anno prima la Perugina aveva inaugurato un negozio nella Quinta Strada).
Sia la Buitoni sia la Perugina vennero pesantemente colpite dagli eventi bellici e la seconda metà degli anni Quaranta rappresenta per le due aziende un periodo di lenta ripresa, mentre prende piede il tentativo di coordinare meglio le attività delle due società italiane e delle consociate estere. È, questo, un tentativo di Buitoni di riconquistare il controllo del gruppo industriale. Formalmente egli aveva mantenuto la maggioranza azionaria in entrambe le società, tuttavia la sua assenza dall'Italia ne aveva minato l'autorità in famiglia. Emergono allora nuovamente visioni strategiche diverse che caratterizzano, per tutti gli anni Cinquanta, il dibattito nei consigli d'amministrazione.

### International Buitoni Organization
Mentre Giovanni Buitoni intuisce che nel nuovo clima economico del Secondo dopoguerra i consumi alimentari sono destinati a crescere, gli altri membri della famiglia ritengono necessaria una politica d'investimenti prudente e il mantenimento di prodotti e strategie commerciali tradizionali.
Nel 1953 Buitoni individua lo strumento per riaffermare la propria leadership nella International Buitoni Organization, una struttura che avrebbe dovuto sovrintendere, controllare e coordinare dal punto di vista amministrativo, finanziario e commerciale le diverse aziende Buitoni in Italia, in Francia e in America. In realtà, nonostante il ritorno di Buitoni a Perugia, e malgrado continui a esistere fino al 1966, la International Buitoni Organization non ha mai il ruolo di holding prospettato da Buitoni, perché il sistema di equilibri societari è volto a impedire l'affermarsi di una guida imprenditoriale forte. Il progetto multinazionale dell'imprenditore si amplia all'inizio degli anni Sessanta: nel 1960 è costituita la Perugina France, mentre Gourmet Import Inc., di proprietà diretta di Buitoni, viene trasformata nella Perugina Chocolate & Confections Inc., di cui la casa madre acquisirà il 49% del capitale sociale. Nel 1963 viene costituita la Perugina International Corporation.
Buitoni continua peraltro a risiedere per lunghi periodi a New York; si adopera in quegli anni per incrementare le relazioni culturali tra l'Italia e gli Stati Uniti (e nel 1970 è chiamato a far parte del Board of Directors della United Nations Association of the United States of America).

### Ultimi anni e morte
Buitoni si ritira dalla direzione operativa del gruppo nel 1966, rimanendo nel consiglio d'amministrazione della Finanziaria Buitoni. Muore a Roma il 12 gennaio 1979.